# Artrodesi
Può essere definita artrodesi (parola composta da artro e dal greco désis 'legamento') quell'azione chirurgica che trasforma una qualsiasi articolazione da mobile a statica (cioè fissa). Più semplicisticamente l'artrodesi può essere definita come una "anchilosi chirurgica".
Ciò può avvenire sia utilizzando dei mezzi di sintesi metallici e/o sintetici (chiodi, viti, placche, gabbie, ecc) sia innesti ossei (osso autologo, eterologo, ecc). Spesso, per ottenere un ponte osseo che garantisca una artrodesi stabile e duratura è necessario "trattare" l'articolazione che si vuole bloccare con una combinazione di tutti e due i tipi di fusione. I mezzi di sintesi metallici, infatti, bloccano subito l'articolazione creando così un ambiente ottimale che favorisce l'osteogenesi.